# 尤里斯·哈特马尼斯
尤里斯·哈特马尼斯 （英語：Juris Hartmanis，1928年7月5日—2022年7月29日）是一名美国理论计算机科学家，康奈尔大學计算机科学教授。

## 生平
1993年，他与理查德·斯特恩斯一起因在計算複雜性理論取得的杰出贡献而获得图灵奖。

## 出版书籍
- Berman, L.; Hartmanis, J., , SIAM Journal on Computing, 1977, 6 (2): 305–322  [2013-12-23], MR 0455536, doi:10.1137/0206023, （原始内容存档于2020-08-29）.
- Hartmanis, J.; Stearns, R. E., , Transactions of the American Mathematical Society, 1965, 117: 285–306, JSTOR 1994208, MR 0170805.

## 参照
1. ↑  . usobit.com. 2022-07-30  [2022-07-31]. （原始内容存档于2022-07-31）.
2. ↑  . 计算机协会.   [2013年12月25日]. （原始内容存档于2013-12-24）.